# Majja (villaggio)
Majja (in lingua russa Майя, in lingua sacha Майа, Maja) è un villaggio situato nella Sacha-Jakuzia, nell'estremo oriente della Russia, 52 km a sud est della capitale del territorio, Jakutsk. Fondato nel 1902, si trova nel Megino-Kangalasskij ulus, di cui era il centro amministrativo dal 1930 al 2007. Si trova circa 37 chilometri a sud-est di Nižnij Bestjach, l'attuale centro amministrativo. La popolazione è fondamentalmente jakuta.
Majja è il centro culturale dell'ulus, vi si trova un teatro, una biblioteca e il museo etnografico. Nel 2015 contava 7 191 abitanti.

## Galleria d'immagini

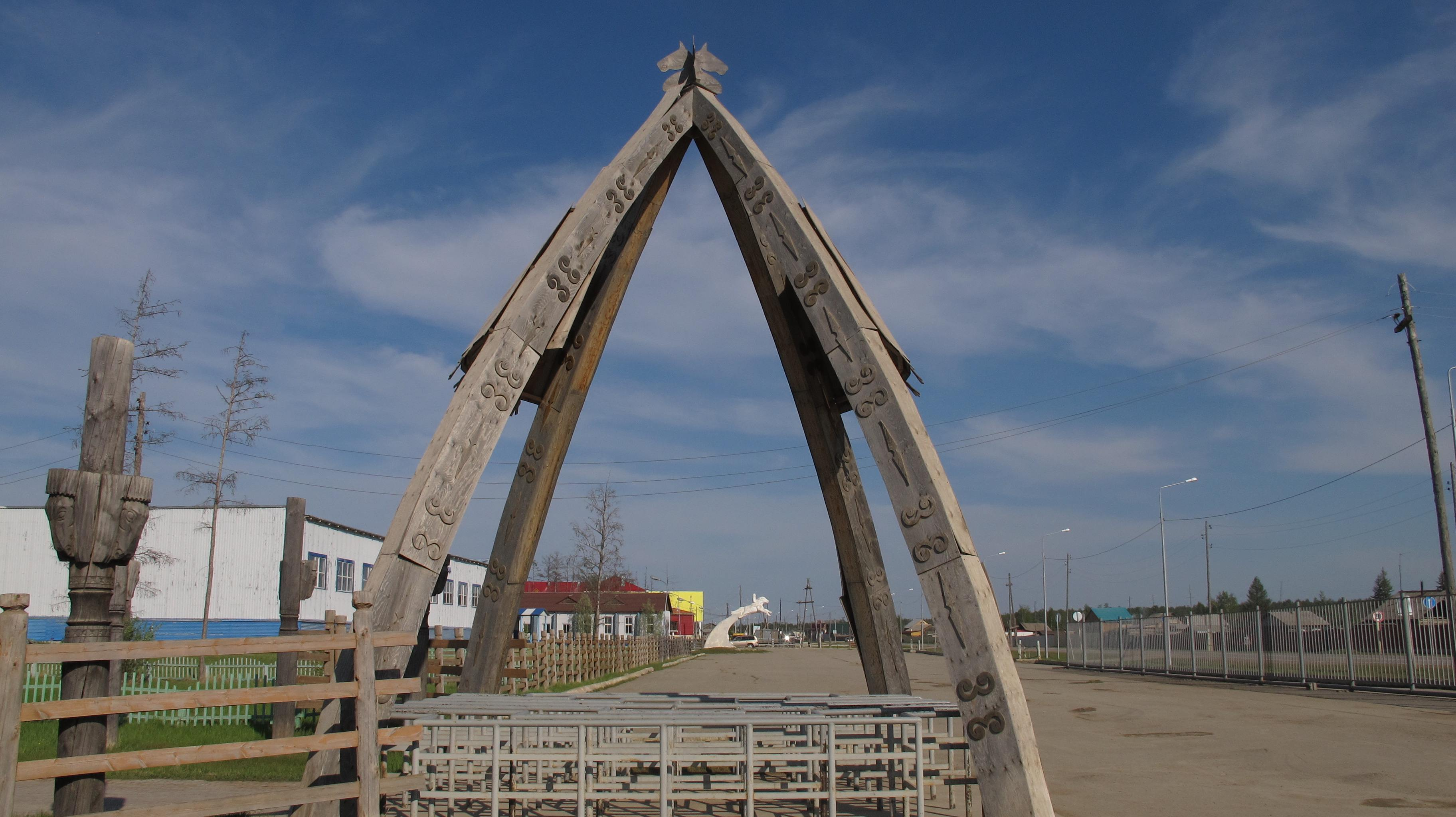
Veduta del centro di Majja, entrata allo stadio.
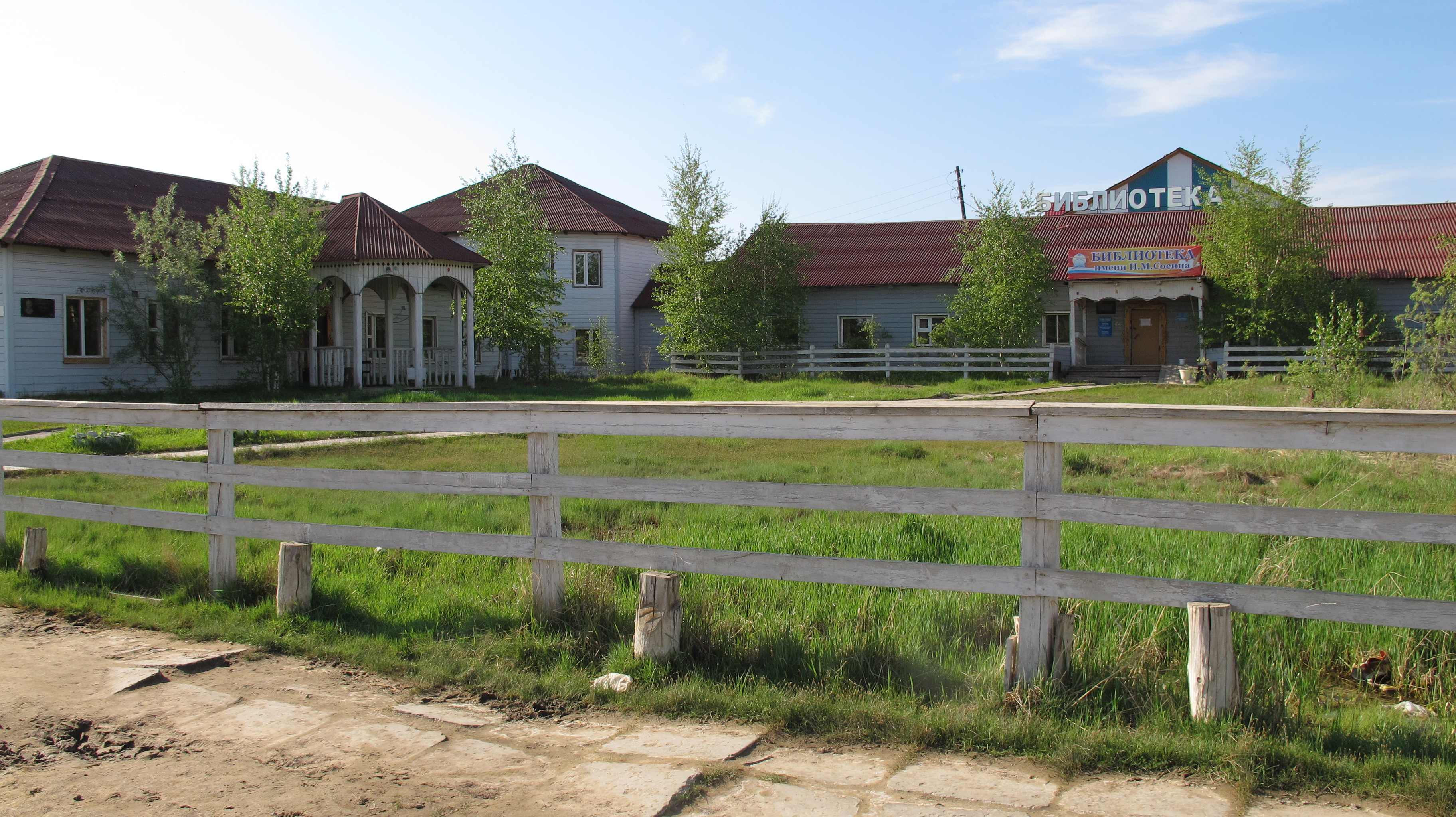
La biblioteca.